# 교황 율리오 1세
교황 율리오 1세(라틴어: Julius I, 이탈리아어: Giulio I)는 제35대 교황(재위: 337년 2월 6일 - 352년 4월 12일)이다. 사후 기독교의 성인으로 시성되었으며, 축일은 4월 12일이다.
율리오는 ‘감았다’란 뜻이다. 《교황 연대표》에 의하면, 루스티쿠스의 아들로서 로마 태생이다. 교황 마르코가 선종한 지 4개월 만에 새 로마의 주교로 선출되었다.
율리오 1세는 주로 아리우스파의 주장에 맞서 정통 기독교의 교리를 수호한 활약으로 알려져 있다. 당시 콘스탄티누스 대제의 죽음으로 로마 제국은 그의 세 아들에 의해 삼등분되었다. 두 아들 중 콘스탄티누스 2세와 콘스탄스는 정통 그리스도인이었고 동로마를 차지한 콘스탄티우스 2세는 아리우스주의 추종자들과 가까이 지냈다. 콘스탄티누스 2세는 알렉산드리아의 아타나시오 주교를 유배지에서 돌아오게 하였다. 그러자 아리우스주의를 따르던 니코메디아의 에우세비우스(콘스탄티노폴리스 총대주교)의 추종자들은 341년 안티오키아 시노드에서 아타나시오 주교를 다시 추방하는 동시에 서방 황제 콘스탄스와 교황 율리오 1세에게 대표단을 보내 아타나시오의 주교직 퇴위를 갱신하고 알렉산드리아로 들어가려는 피스투스를 새 주교로 인정해달라고 청원하였다. 이 소식을 들은 아타나시오는 에우세비우스의 지지자들이 자신에게 가한 일에 대하여 변명하고 그 결과를 율리오 1세와 다른 주교들에게 발송하였다. 율리오 1세는 아타나시오에게 우호적인 의견을 표명한 후에 중재를 통해 이 문제를 해결하기 위해 시노드를 소집해 양측 모두를 초대하였다. 하지만 율리오 1세의 제안에 대해 동방의 아리우스파 주교들은 받아들이기를 거부하였다. 오히려 그들은 물리적으로 아타나시오를 쫓아낸 후 피스투스 대신 카파도키아의 그레고리우스를 알렉산드리아의 새 주교로 착좌시켰다.
또 다시 쫓겨난 아타나시오는 이 사건에 대해 항의하기 위해 로마로 갔으며, 342년 율리오 1세가 주재한 시노드에 의해 알렉산드리아의 적법한 주교로 재차 인정받았다. 더불어 그와 함께 추방된 다른 주교들도 모두 복직되어야 한다는 결정을 보았다. 율리오 1세는 로마 주교의 수위권을 강조한 내용을 담은 서신들을 동방 주교들에게 보냈다. 그는 편지에서 설사 아타나시오와 그의 추종자들에게 문제가 있었다 하더라도, 알렉산드리아 교회는 먼저 로마 주교인 자신에게 이를 알리고 자문을 구했어야 했음과 자신이 소집한 시노드에 참석하지 않은 것을 지적하였다. “이러한 사실을 여러분이 모르는 채 있을 수 있는 것입니까?” 율리오 1세는 이어서 다음과 같이 적었다. “이는 곧 우리가 제일 먼저 따라야 할 관례이며, 이를 통해 정의가 내려져야 한다는 사실을 여러분이 모른 채 넘어갈 수 있는 것이란 말입니까? 무지하지 않게 되는 방법을 모르는 채 있을 수 있는 것입니까?” 그러나 율리오 1세의 서신들은 아무런 효과를 내지 못하였다.
얼마 후 콘스탄티우스 1세에 의해 소집된 교회회의에서 아타나시우스의 주교직 박탈이 재차 확인되었으며, 이단자 아리우스의 주장들이 채택되었다. 그 후 율리오 1세는 난국을 타결하기 위해 일리아에 아르키다무스와 필록세누스를 사절로 파견하여 사르디카 교회회의를 소집하였지만, 동방 주교들은 겨우 76명만 참석하였다. 다른 동방 주교들은 서둘러 필립폴리스에 모여 필립폴리스 교회회의를 소집하였는데, 이 회의에서 그들은 아타나시오와 다른 주교들을 단죄하여 그들의 주교직 박탈을 재차 확인하였으며, 또한 율리오 1세에게 로마 주교직에서 물러날 것을 결의하였다. 에우세비우스의 지지자들은 교황 사절들과 접촉하지 않고 그대로 돌아갔으며, 남아있던 300명의 주교들은 이전 로마 시노드의 결의를 재차 확인하고 율리오 1세와 아타나시오를 지지하였다. 그리고 로마에 상소할 여러 규정을 결정하였다. 아타나시오는 346년 그레고리우스가 사망하자 콘스탄티우스 2세의 허락을 받아 알렉산드리아로 돌아올 수 있게 되었다. 율리오 1세는 352년 4월 12일 선종하였으며, 그 뒤를 이어 리베리오가 착좌하였다. 율리오 1세는 훗날 가톨릭교회에 의해 성인으로 시성되었다.
한편 율리오 1세는 350년부터 12월 25일에 그리스도의 탄생을 기념하는 행사를 개최했다. 이때부터 기독교의 크리스마스 전통이 생긴 셈이다. 본래 12월 25일은 고대 로마인들이 숭배하던 태양신 미트라를 기념하는 명절이었지만, 그리스도야말로 참 태양이라는 의미에서 이날을 그리스도의 탄생일로 채택하여 태양신 숭배를 쇠퇴시키고 기독교는 로마 제국에 확실하게 안착하였다. 또한 가톨릭교회는 그리스도가 십자가에 못박혀 매달린 날을 3월 25일로 지정했고, 완벽한 그리스도의 삶은 꽉 찬 기간 동안이었으므로 수태도 3월 25일이라고 보았다. 그리스도가 성모 마리아의 뱃속에 잉태되어 9개월 동안 있었기 때문에 그리스도의 탄생일은 12월 25일이라는 계산도 나왔다.

## 같이 보기
- 교황 목록